# Jordabalken
Jordabalken (JB) var en av nio balkar i 1734 års lag som avhandlar rättsliga bestämmelser angående fast egendom. I både Sverige och Finland har 1734 års jordabalk upphävts och ersatts med nya lagar med samma namn. I Sverige har den nuvarande jordabalken SFS-nummer 1970:994 och i Finland författningsnummer 12.4.1995/541. Lagarna är olika, men innehåller i båda fall centrala regler för fastighetsrätt, hyresrätt med mera. Det tolfte kapitlet i den svenska jordabalken brukar oegentligt ibland kallas hyreslagen.

## Jordabalkens utveckling i Sverige
Jordabalken i 1734 års lag innehöll 18 kapitel. Även före införandet av den nya jordabalken 1972 genomgick balken stora förändringar, bland annat genom kungliga förordningen 21 dec 1857, den 22 dec 1863, den 16 juni 1875 samt ett större reformarbete som skedde i början av 1900-talet: År 1903 uppdrogs åt lagberedningen att genomföra en omarbetning av jordabalken med därtill hörande författningar. Beredningen fick möjlighet att lämna sitt förslag i delar.
1905 avlämnade beredningen ett förslag om nyttjanderätt, som omfattade såväl allmänna bestämmelser som särskilda stadganden om arrende, hyra och det då relativt nya institutet tomträtt. Detta förslag antogs tillsammans med andra kompletterande förslag bland annat om servitut den 14 juni 1907.
1907 lämnade beredningen sin andra del angående förändringar i jordabalken. Detta förslag berörde köp, byte och gåva av fast egendom, rätt till undantag samt inskrivning av rätt till fast egendom, det vill säga lagfart och inteckning. Detta förslag samordnades med den kungliga förordningen 13 juni 1908 angående det nybildade fastighetsregistret. 
Den tredje delen av förslaget var färdigt 1909. I detta förslag behandlas bland annat bestämmelser om vad som är att hänföra till fast egendom, om ägogränser, om rättsförhållandet mellan grannar, det nya institutet förköpsrätt, om annan lösningsrätt till fast egendom samt om klander.
Det tredje förslaget sammanförde även de tre delarna till ett förslag till en helt ny jordabalk i 18 kapitel. Samtidigt föreslogs en promulgationslag om 27 paragrafer. Lagberedningens betänkande omfattade totalt 1 500 sidor.